# Гребля Меджез-Бегар
Гребля Меджез-Бегар (Medjez B'gar, Medjez Begar) – гідротехнічна споруда на півночі Алжиру.
Греблю спорудили на початку 1990-х років на Chaabet Aïn Khebaba – лівій притоці уеду Черф (права твірна уеду Сейбусе, що впадає до Середземного моря на східній околиці Аннаби). В межах проекту долину уеду перекрили насипною спорудою, яка утворила водосховище з об’ємом 2 млн м3, що повинне було забезпечувати зрошення 300 гектарів земель.
В першій половині 2020-х протягом двох років провели комплекс робіт з укріплення та збільшення греблі, що дозволило довести об’єм сховища до 5 млн м3. Про завершення проекту оголосили наприкінці 2023-го.